# Amphisbaena cunhai
Amphisbaena cunhai là một loài bò sát trong họ Amphisbaenidae. Loài này được Hoogmoed & Avila mô tả khoa học đầu tiên năm 1991.